# Gummivogn
En gummivogn er en (typisk toakslet) heste- eller traktortrukken arbejdsvogn på gummihjul, som fra begyndelsen af 1930'erne og især efter 2. verdenskrig afløste tidligere tiders stive hestevogne som det mest populære køretøj til transport af roer, halm, sten, personer osv. Kører lige godt på vej og på mark. 
I begyndelsen importeret fra USA (f.eks. fra Oliver Farm Equipment Company), men snart kopieret i stor stil af danske producenter. Kendte mærker var "Mullerup Vognen" og "Samson-Vognen", ligesom Vestas også producerede gummivogne under betegnelsen "Smedens landbrugsvogn", fordi den blev solgt og samlet af den lokale smedemester. Også Brenderup producerede gummivogne i 1950'erne, men hurtigt blev det traileren – gummivognen til bilen – der blev firmaets hovedprodukt.